# Мамиашвили, Михаил Геразиевич
Михаил Гера́зиевич Мамиашви́ли (род. 21 ноября 1963, Конотоп, Сумская область, Украинская ССР, СССР) — советский борец греко-римского стиля, Олимпийский чемпион, Заслуженный мастер спорта СССР (1988), Заслуженный тренер СССР и России (1992), президент Федерации спортивной борьбы России (ФСБР).

## Биография
Михаил Мамиашвили родился 21 ноября 1963 года в городе Конотопе Сумской области, Украинская ССР. Родители познакомились на целине: отец — Мамиашвили Герази Арчилович (1937—1997), мать — Мамиашвили Вера Григорьевна (1938 г.рожд.). Там с 13 лет и начал занятия борьбой. В 1978 году переехал в Москву, где продолжил занятия борьбой в борцовском центре олимпийской подготовки «Трудовые резервы» под управлением тренера Э. К. Задыханова. Выступал за спортивное общество «Трудовые резервы».
В 1982 году выиграл Всесоюзные игры молодёжи, в 1983 — Спартакиаду народов СССР, чемпионат мира среди юниоров, чемпионат СССР. В 1983 году в Киеве он стал чемпионом мира по борьбе, будучи самым молодым участником был признан самым техничным борцом чемпионата.
На Олимпийских играх 1988 года в Сеуле боролся в категории до 82 килограммов.
В схватках:
- в первом круге на 5-й минуте за явным преимуществом со счётом 15-0 выиграл у Убальдо Родригеса (Пуэрто-Рико);
- во втором круге на 5-й минуте выиграл у Эрнесто Раццино (Италия) ввиду пассивного ведения борьбы противником;
- в третьем круге на 6-й минуте проиграл Богдану Дарашу (Польша) ввиду пассивного ведения борьбы;
- в четвёртом круге по баллам со счётом 11-0 выиграл у Майка Булльмана (Германия);
- в пятом круге по баллам со счётом 6-3 выиграл у Горана Касума (Югославия);
- в шестом круге по баллам со счётом 8-0 выиграл у Ким Сон Гу (Южная Корея) и вышел в финал;

В финале по баллам со счётом 10-1 выиграл у Тибора Комароми (Венгрия) и стал олимпийским чемпионом.
Манеру борьбы Михаила Мамиашвили известный тренер Геннадий Сапунов охарактеризовал так:

Миша Мамиашвили если захватывал соперника за голову, то либо её отрывал, либо от оппонента, если все же удавалось выкрутиться, оставалась только половина борца, и исход схватки не вызывал сомнений.— 
Окончил курсы инструкторов по спорту высшей квалификации при Военном институте физической культуры, Омский государственный институт физической культуры (1990).
С 1991 года, завершив карьеру, главный тренер сборной России по греко-римской борьбе. Главный тренер Объединённой команды на Олимпиаде 1992 года. Был близким другом криминального авторитета и основателя партии «Спортсмены России» Отари Квантришвили, находился рядом с Квантришвили в момент его убийства 5 апреля 1994 года.
В 1998—2002 годах — начальник Центрального Спортивного Клуба Армии. С 1995 года — вице-президент Федерации спортивной борьбы России, с 2001 года — Президент Федерации спортивной борьбы России. Член бюро Международной федерации любительской борьбы (FILA). Член исполнительного комитета национального олимпийского комитета России, с 2001 года вице-президент олимпийского комитета России.
В сентябре 2015 года Мамиашвили было отказано в получении визы США.

### Скандал на Олимпиаде-2016
Российский борец Инна Тражукова обвинила Мамиашвили в том, что по окончании схватки за бронзовую медаль в категории до 63 кг, которую она проиграла, он, будучи в пьяном виде, встретил её, «грубо разговаривал, хамил и ударил два раза по лицу». Тражукова пообещала подать заявление в прокуратуру и сообщить об инциденте министру спорта РФ.
В тот же день Мамиашвили в интервью телеканалу «360» назвал «ничтожествами» двух других россиянок — Наталью Воробьеву и Валерию Коблову, завоевавших серебряные медали в вольной борьбе.

### Скандал на Чемпионате Европы-2025
В ходе награждения борцов вольного стиля в весовой категории до 74 кг на чемпионате Европы в Братиславе, Михаил Геразиевич повзолил себе высказать нелицеприятные слова, связанные со сменой гражданства в адрес чемпиона албанца Чермена Валиева. По информации некоторых источников Мамиашвили назвал борца предателем.

### Личная жизнь
Живёт в Москве. Женат, имеет трёх дочерей и двух сыновей. Жена — Мамиашвили Маргарита Владимировна (1962 г. рожд.). Дети: Мамиашвили Тамара (1984 г. рожд.), Мамиашвили Татиана (1989 г. рожд.), Мамиашвили Елизавета (2000 г. рожд.). Средняя дочь, Татиана, выпускница МГИМО, была замужем за сыном Федора Бондарчука Сергеем, в декабре 2012 года у них родилась дочь Маргарита, а в мае 2014 года — дочь Вера[значимость факта?].

## Основные соревнования и занятые места
| Дата | Турнир                        | Занятое место |
| ---- | ----------------------------- | ------------- |
| 1983 | Чемпионат мира среди молодёжи | 1             |
| 1983 | Чемпионат мира                | 1             |
| 1983 | Спартакиада народов СССР      | 1             |
| 1984 | Дружба-84                     | 1             |
| 1984 | Чемпионат СССР                | 1             |
| 1984 | Чемпионат Европы              | 3             |
| 1985 | Чемпионат Европы              | 3             |
| 1985 | Абсолютный чемпионат мира     | 1             |
| 1985 | Чемпионат мира                | 1             |
| 1985 | Кубок мира                    | 1             |
| 1986 | Чемпионат Европы              | 1             |
| 1986 | Чемпионат мира                | 1             |
| 1986 | Гран-при ФИЛА                 | 1             |
| 1988 | Чемпионат Европы              | 1             |
| 1988 | Олимпийские игры              | 1             |
| 1988 | Чемпионат СССР                | 1             |
| 1989 | Чемпионат Европы              | 1             |
| 1989 | Чемпионат мира                | 2             |
| 1990 | Гран-при                      | 1             |
| 1990 | Чемпионат мира                | 2             |

## Звания
- Обладатель Золотого пояса лучшего борца мира (1986, 1988)
- Кандидат педагогических наук (1998)
- Воинское звание — полковник

## Награды
- Орден «За заслуги перед Отечеством» III степени (21 декабря 2023 года) — за большой вклад в развитие физической культуры и популяризацию отечественного спорта[15].
- Орден «За заслуги перед Отечеством» IV степени (5 декабря 2014 года) — за большой вклад в развитие физической культуры и спорта, подготовку спортсменов, добившихся высоких спортивных достижений[16]
- Орден Александра Невского (27 февраля 2020 года) — за большой вклад в развитие физической культуры и спорта, многолетнюю добросовестную работу[17]
- Орден Почёта (12 мая 2011 года) — за заслуги в развитии физической культуры и спорта[18]
- Орден Дружбы (18 мая 2017 года) — за успешную подготовку спортсменов, добившихся высоких спортивных достижений на Играх XXXI Олимпиады 2016 года в городе Рио-де-Жанейро (Бразилия)[19]
- Орден Дружбы народов (1989)
- Орден «Знак Почёта» (1985)
- Медаль ордена «За заслуги перед Отечеством» I степени (19 апреля 2001 года) — за большой вклад в развитие физической культуры и спорта, высокие спортивные достижения на Играх ХХVII Олимпиады 2000 года в Сиднее[20]
- Медаль ордена «За заслуги перед Отечеством» II степени (6 января 1997 года) — за заслуги перед государством и высокие спортивные достижения на XXVI летних Олимпийских играх 1996 года[21]
- Почётная грамота Президента Российской Федерации (19 июня 2013 года) — за заслуги в развитии физической культуры и спорта, многолетнюю добросовестную работу и активную общественную деятельность[22]
- Орден «За заслуги» III степени (25 декабря 2012 года, Украина) — за весомый личный вклад в развитие и популяризацию физической культуры и спорта, многолетний добросовестный труд и по случаю 60-летия участия украинских спортсменов в Олимпийских играх[23].
- Почётная грамота Кабинета Министров Украины (19 октября 2004 года, Украина) — за весомый личный вклад в налаживание тесного сотрудничества национальных олимпийских комитетов Украины и России и обеспечение дальнейшего развития олимпийского движения[24]
- Медаль «За заслуги перед Чеченской Республикой» (19 июня 2006 года) — за заслуги в развитии физической культуры и спорта, совершенствование системы физического воспитания населения Чеченской Республики[25]